# Monohelea harani
Monohelea harani är en tvåvingeart som först beskrevs av Huttel 1952.  Monohelea harani ingår i släktet Monohelea och familjen svidknott.
Artens utbredningsområde är Frankrike. Inga underarter finns listade i Catalogue of Life.